# 李维桢 (隆庆进士)
李維楨（1547年—1626年），字本寧，號翼軒，湖廣京山人，明朝文學家、政治人物。隆慶戊辰進士，官至南京禮部尚書。李维桢博闻强记，有文名，爲“嘉隆末五子”之一。

## 生平
嘉靖四十三年（1564年）甲子科湖廣鄉試第四十五名。隆慶二年（1568年）戊辰科進士。選翰林院庶吉士，散館授編修，升修撰。萬曆時參修《穆宗實錄》。萬曆三年（1575年）二月出為陝西右參議，五年八月遷提學副使，八年八月升河南右参政。十七年五月復除原职，十九年八月补江西右参政。二十六年十一月復除四川左参政，二十七年闰四月進浙江按察使，二十九年正月考察降用，五月降浙江右参政。萬曆三十三年十月起任陕西右参政，分守河西兵备道。三十四年八月復起山西右参政，三十五年闰六月进按察使，三十七年八月升陕西洮岷道右布政使，後致仕家居。
天启初年（1621年）起南京太常寺卿，御史贾继春弹劾其登进太滥，令以新銜致仕。以刑科给事中薛大中疏荐，天啓三年（1623年）三月起原任南京太常寺卿，管少卿事。不就，又荐为南京礼部右侍郎，四年八月官至南京禮部尚書，十二月引疾致仕。天啓六年閏六月卒于家，享年八十。《明史》有傳。

## 著作
性樂易濶達，博聞強記，文章弘肆，“負重名垂四十年”，然多率意應酬之作。著有《题曹荩之诗卷》、《史通評釋》、《黃帝祠額解》、《大泌山房集》等。

## 家族
曾祖父李珏；祖父李景瑞，累封布政司參議；父李淑，按察司副使。嫡母王氏（累贈恭人）；繼母陳氏（累封恭人）；生母匡氏。重庆下。弟维極、维柱、维標、维椿。李维柱、李维标，俱萬曆四年丙子舉人，维标，十四年丙戌科進士。李维极，萬曆七年己卯舉人。

## 軼事
李维桢博闻强记，在翰林时，与同馆许国齐名，馆中为之语云：「记不得，问老许；做不得，问小李。」

## 延伸阅读
[在维基数据编辑]
 《明史卷二百八十八》，出自《明史》

| 明嘉隆末五子                                                    |
| --------------------------------------------------------------- |
| 鄞 屠隆 · 常熟 趙用賢 · 京山 李维桢 · 南乐 魏允中 · 兰溪 胡應麟 |